# Jean Chardavoine
Pour les articles homonymes, voir Jehan Chardavoine.
Jean Chardavoine, né le 11 septembre 1905 à Avy (Charente-Inférieure) et mort à Fléac-sur-Seugne (Charente-Maritime) le 1er janvier 1981 est un homme politique français, maire de Stains de 1935 à 1940, conseiller général de la Seine de 1935 à 1953.

## Biographie
Jean Chardavoine est né dans une famille paysanne de neuf enfants. Ouvrier agricole, puis manœuvre spécialisé à la Compagnie des chemins de fer du Nord, il adhère à la CGTU. Il est élu maire communiste de Stains le 12 mai 1935, fonction qu'il conserve jusqu'en 1940. Il obtient 60 % des voix et est élu conseiller général de la Seine quelques jours plus tard jusqu'en 1940, devenant l'un des plus jeunes élus du pays. Il retrouve son siège de conseiller général de 1945 à 1953,.
Il met en place une politique sociale comprenant des colonies de vacances, une cantine pour les chômeurs, un marché au centre-ville, un cinéma, le jardin Henri-Barbusse.
Mobilisé en 1939, il est fait prisonnier jusqu'à la Libération en 1945. En 1940, il condamne le pacte germano-soviétique, ce qui lui vaut une mise à l'écart du PCF. Il est quand même déchu de son mandat de maire en janvier 1940.
La municipalité de Stains lui rend un hommage en 1998 et donne son nom à une rue de la ville en 2007.

## Famille
Son frère, Albert Chardavoine, est un militant syndicaliste et communiste de Dugny. Il est arrêté en 1942, interné dans plusieurs camps, puis au fort de Romainville d'où il est transféré au camp de concentration de Mauthausen le 25 octobre 1943. Il meurt au camp annexe d'Ebensee le 23 février 1945,.
Son petit fils, Didier Daeninckx, est écrivain.

## Mandats
- 1935-1940 : maire de Stains
- 1935-1940 puis 1945-1953 : conseiller général du canton de Stains